# Šakanlije
Šakanlije is een plaats in de gemeente Dvor in de Kroatische provincie Sisak-Moslavina. De plaats telt 30 inwoners (2001).